# Vleeshuis (Zoutleeuw)

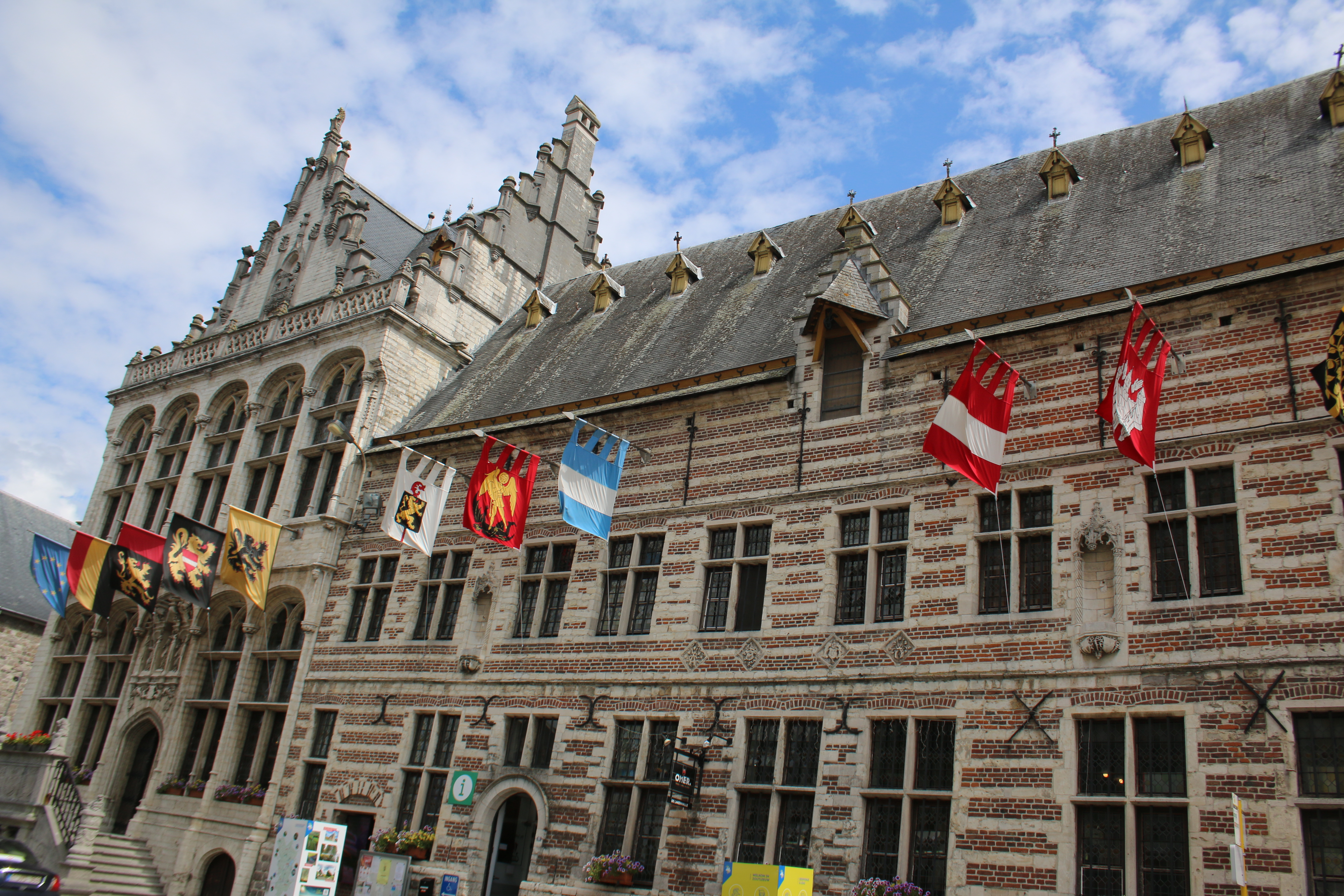
Het Vleeshuis (rechts) naast het stadhuis

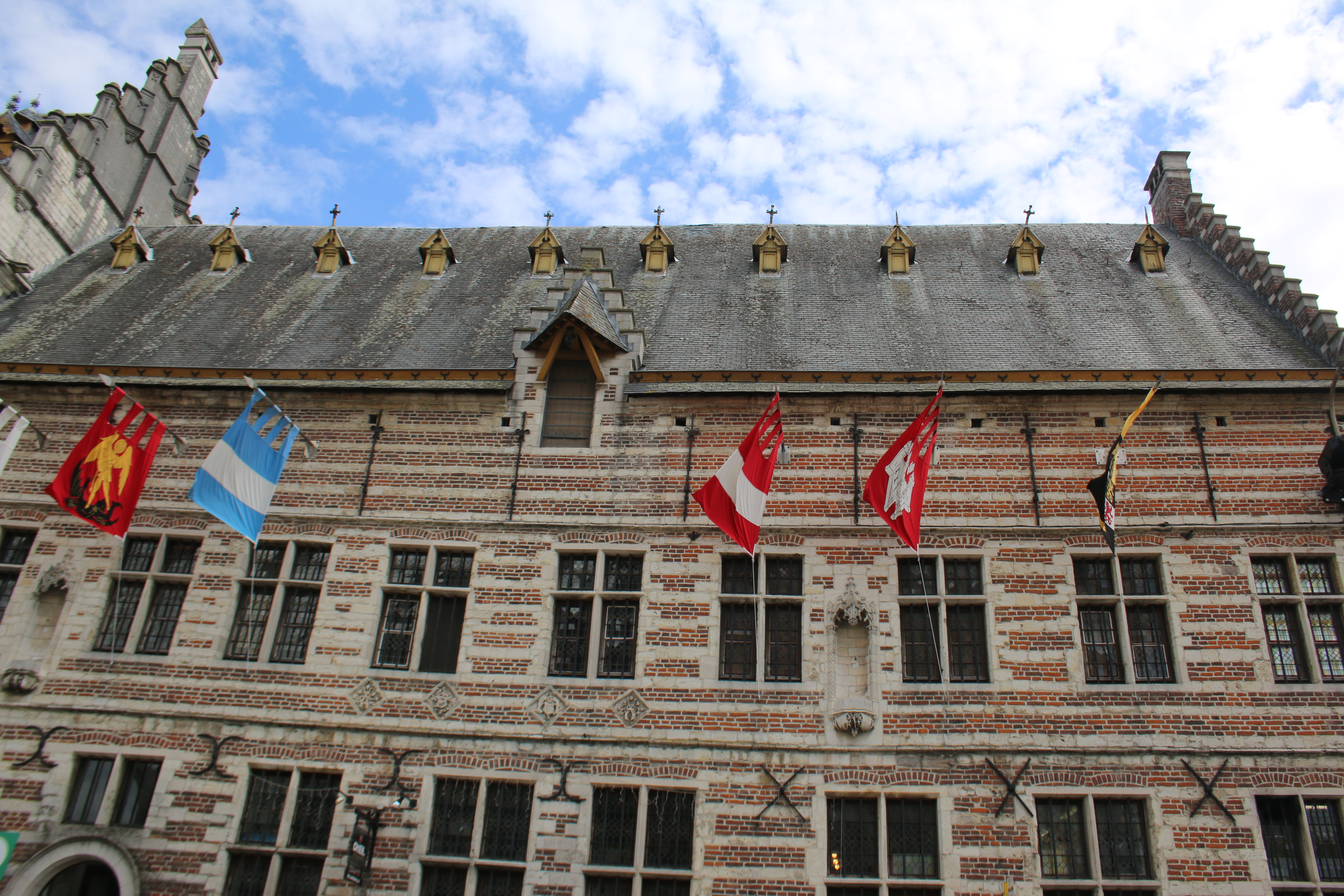
Het Vleeshuis

Het Vleeshuis van Zoutleeuw bevindt zich naast het stadhuis van Zoutleeuw op de Grote Markt. Het gebouw wordt vaak ten onrechte "de Lakenhalle" genoemd, hoewel het lakenhuis in de Bogaardenstraat stond. Het woord Lakenhalle dook na de verdwijning in de 17e eeuw opnieuw op rond 1890 en duidde dan verkeerdelijk het Vleeshuis aan naast het stadhuis. Het Vleeshuis van Zoutleeuw bestond al in de 13e eeuw en had erfelijke vleesbanken. Over de bouwgeschiedenis is nog weinig bekend. Waarschijnlijk werd het Vleeshuis herbouwd in de tijd dat het stadhuis ernaast tot stand kwam. De drie gilden en de Tafel van de H. Geest maakten van het Vleeshuis gebruik. In het Vleeshuis zit nu onder andere het Zoutleeuwse toeristische infokantoor.